# LightWave 3D
LightWave是由NewTek公司開發的一款專業三維繪圖軟件。曾經使用Lightwave製作過的最知名的作品是影片《鐵達尼號》。 
它的誕生大約是在上個世紀80年代末，年輕的程式設計師Stuart Ferguson 與 Allen Hastings開發出了Amiga平台上的一個帶有建模、動畫和簡單渲染功能的3D軟體，這個軟體就是最早的Lightwave的雛形。這時Newtek公司發現了Stuart 與 Allen，並且很快將他邀入了公司。因此，Lightwave便一直發展。
原本Lightwave不過是Newtek公司的視訊編輯系統VideoToaster銷售的附屬產品，到了5.0以後則開始獨立發展。其後在2001年至2004年間Lightwave內部發生分裂，開發團隊（包括Lightwave之父Stuart Ferguson 與 Allen Hastings）成員的離開並開發了新軟體Luxology Modo，加上Lightwave體系老化，無力進行大幅度的創新。同時Maya和Softimage xsi的大幅度降價以及Cinema 4D的出現帶來競爭。Lightwave的市佔率不斷被蠶食，甚至傳出了Adobe要收購的訊息。2009年2月4日，Lightwave發表了全新的版本，有著全新的技術引擎，它們將此版本命名為LightWave CORE。
2010年10月30日，NewTek發表了基於LightWave CORE開發的新版本Lightwave 10。

## 外部連結
- LightWave3D （页面存档备份，存于）官方網站
- NewTek